# Musique de Dune (film, 2021)
 (juillet 2022).
La mise en forme du texte ne suit pas les recommandations de Wikipédia : il faut le « wikifier ».
Les points d'amélioration suivants sont les cas les plus fréquents :
- Les titres sont pré-formatés par le logiciel. Ils ne sont ni en capitales, ni en gras.
- Le texte ne doit pas être écrit en capitales (les noms de famille non plus), ni en gras, ni en italique, ni en « petit »…
- Le gras n'est utilisé que pour surligner le titre de l'article dans l'introduction, une seule fois.
- L'italique est rarement utilisé : mots en langue étrangère, titres d'œuvres, noms de bateaux, etc.
- Les citations ne sont pas en italique mais en corps de texte normal. Elles sont entourées par des guillemets français : « et ».
- Les listes à puces sont à éviter, des paragraphes rédigés étant largement préférés. Les tableaux sont à réserver à la présentation de données structurées (résultats, etc.).
- Les appels de note de bas de page (petits chiffres en exposant, introduits par l'outil «  Source ») sont à placer entre la fin de phrase et le point final[comme ça].
- Les liens internes (vers d'autres articles de Wikipédia) sont à choisir avec parcimonie. Créez des liens vers des articles approfondissant le sujet. Les termes génériques sans rapport avec le sujet sont à éviter, ainsi que les répétitions de liens vers un même terme.
- Les liens externes sont à placer uniquement dans une section « Liens externes », à la fin de l'article. Ces liens sont à choisir avec parcimonie suivant les règles définies. Si un lien sert de source à l'article, son insertion dans le texte est à faire par les notes de bas de page.
- La présentation des références doit suivre les conventions bibliographiques. Il est recommandé d'utiliser les modèles {{Ouvrage}}, {{Chapitre}}, {{Article}}, {{Lien web}} et/ou {{Bibliographie}}. Le mode d'édition visuel peut mettre en forme automatiquement les références.
- Insérer une infobox (cadre d'informations à droite) n'est pas obligatoire pour parachever la mise en page.

Pour une aide détaillée, merci de consulter Aide:Wikification.
Si vous pensez que ces points ont été résolus, vous pouvez retirer ce bandeau et améliorer la mise en forme d'un autre article.
La musique du film américain Dune, sorti en 2021, a été composée, dirigée et produite par Hans Zimmer. Zimmer a écrit plusieurs bandes sonores pour le film, y compris pour sa suite qui n'est pas encore sortie, et a fortement utilisé des chœurs  en particulier des voix féminines, des percussions et des cordes dans l'instrumentation de la partition, ainsi que des instruments acoustiques et à vent. De nouveaux instruments hybrides ont été fabriqués pour concevoir les sons du désert, aux tonalités "d'un autre monde", que l'on entend dans le film. La musique a été décrite comme la plus "peu orthodoxe" et la plus expérimentale du compositeur à ce jour. En outre, la partition du film a valu à Zimmer son deuxième Oscar de la meilleure musique de film. Lorsque la sortie de Dune : Part Two a été annoncé pour une sortie en salles en 2023, il a été révélé que Zimmer avait commencé à travailler sur la musique du film et qu'il disposait de plus d'une heure de musique pour aider les réalisateurs à planifier le film,.

## Présentation
Dès le début, le réalisateur Denis Villeneuve espérait retrouver Zimmer pour le projet, en raison de leur passion commune pour le roman. Bien qu'initialement approché par son collaborateur de longue date Christopher Nolan pour composer pour son prochain film Tenet, Zimmer a finalement choisi de travailler sur Dune, car le livre était l'un de ses "favoris" pendant son enfance et son adolescence. Il a collaboré pour la dernière fois avec Villeneuve et le monteur Joe Walker sur Blade Runner 2049. En mars 2019, Warner Bros. a annoncé que le compositeur allait composer la musique du film.
Zimmer et Villeneuve étaient tous deux "d'accord pour dire que la musique devait avoir une certaine spiritualité... une qualité sanctifiée... qui élèverait l'âme et aurait l'effet que seule la musique sacrée peut avoir" . Zimmer a abordé la composition de la partition avec une perspective "fraîche", "juste à partir du livre", n'ayant jamais vu l'adaptation cinématographique de 1984 par David Lynch. Il s'est appuyé sur le concept de Dune comme étant une civilisation différente, et a passé "des mois et des mois à créer de nouveaux instruments" pour accompagner ce sentiment, "définissant, créant et recherchant de nouveaux sons, repoussant les limites". Pour la partition, le compositeur a augmenté les voix humaines "pour qu'elles aient un son sinistre et d'un autre monde", et l'a basé sur des voix principalement féminines en raison du sentiment partagé entre lui-même et Villeneuve que le "pouvoir de la voix humaine" reste constant dans toute civilisation, et que "les personnages féminins du film mènent l'histoire".
Trois albums de la bande sonore du film ont été publiés par WaterTower Music : The Dune Sketchbook (Music from the Soundtrack), Dune (Original Motion Picture Soundtrack) et The Art and Soul of Dune, les 3 septembre, 17 septembre et 22 octobre respectivement.

## "Eclipse"
Villeneuve a choisi le morceau "Eclipse" du groupe de rock britannique Pink Floyd, extrait de leur album The Dark Side of the Moon (1973), comme "élément musical clé" dans la première bande-annonce diffusée en salles le 9 septembre 2020. Zimmer a ensuite réarrangé le morceau et enregistré une reprise interprétée par un ensemble de 32 chanteurs de Los Angeles,. Variety a qualifié ce choix de "surprenant", étant donné que "les bandes-annonces ne sont généralement pas composées par le véritable compositeur du film, et encore moins par une reprise spécialement adaptée d'un classique du rock".
Après le début de la pandémie de Covid-19, Zimmer a déclaré à la publication dans une interview de juin 2020 que "travailler à distance est horrible, mais je l'ai fait. Et si nous devons le faire comme ça, nous le ferons comme ça.". Les sessions d'enregistrement du morceau ont été menées dans le respect total des protocoles Covid-19 au studio Remote Control Productions du compositeur, à Santa Monica. Zimmer a participé à distance via FaceTime. Sous la direction d'Edie Lehmann Boddicker, les chanteurs se sont réunis quatre par quatre, dans des "cubicules séparés, divisés par des vitres", au cours de huit sessions qui ont eu lieu au début de l'été. Douze d'entre eux ont interprété les lignes lyriques, tandis que l'ensemble du groupe a interprété les parties chorales. La chanson entière a été enregistrée, mais seules treize lignes ont été utilisées dans la bande-annonce de trois minutes. Boddicker commente : " [Zimmer] voulait rendre hommage à l'original, avec un son très back-phrased, un peu espacé, pour que les voix ne semblent pas urgentes. Il y a une sorte de joie dans ce morceau, beaucoup d'espoir. Ce n'est pas décourageant, c'est juste très paisible et ça ne sonne pas de cette planète.",.
La version de Zimmer, d'une durée d'une minute et 36 secondes, a été publiée en tant que single numérique le 9 octobre,. Elle n'a été incluse dans aucun album de la bande originale publié jusqu'à présent et ne figure pas dans le film final.

## Bandes originales

### The Dune Sketchbook
The Dune Sketchbook (Music from the Soundtrack) est le premier album de la bande originale du film, sorti le 3 septembre 2021, en formats physique et numérique. Il contient des "explorations musicales étendues et immersives" des œuvres de la partition du film, et a été publié en configurations Dolby Atmos et Standard. Le cinquième titre, "Paul's Dream", était l'un des deux singles numériques publiés sur les plateformes de streaming le 22 juillet avant la sortie de l'album. Zimmer a annoncé leur sortie via son compte Instagram le même jour. Entendu à l'origine dans la bande-annonce du film, le morceau, qui présente "une voix féminine saisissante qui chante", accompagne une "séquence de rêve intense" dans le film que Paul Atreides fait "sur son avenir et l'avenir d'Arrakis". Selon The Nerdist, la piste partage les "couches et l'intensité" de la scène et "culmine avec ce magnifique rugissement de la chanteuse" Classic FM a décrit ce morceau de sept minutes comme "commençant par des chuchotements et des voix douces, avant de se transformer en un point culminant imposant qui fait froid dans le dos".
Un pressage limité à 3 000 exemplaires d'une édition spéciale triple vinyle de la bande sonore du sketchbook, avec une illustration de Greg Ruth, est sorti le 13 octobre. Les couleurs de chaque vinyle - vert, orange et brun - sont représentatives des trois planètes clés de Dune : Arrakis, Caladan et Giedi Prime.

#### Liste des pistes
Composition supplémentaire de Klaus Schulze sur "Grains of Sand".
| The Dune Sketchbook (Music from the Soundtrack) | The Dune Sketchbook (Music from the Soundtrack) | The Dune Sketchbook (Music from the Soundtrack) | The Dune Sketchbook (Music from the Soundtrack) | The Dune Sketchbook (Music from the Soundtrack) | The Dune Sketchbook (Music from the Soundtrack) | The Dune Sketchbook (Music from the Soundtrack) | The Dune Sketchbook (Music from the Soundtrack) | The Dune Sketchbook (Music from the Soundtrack) | The Dune Sketchbook (Music from the Soundtrack) |
| No                                              | Titre                                           | Durée                                           |                                                 |                                                 |                                                 |                                                 |                                                 |                                                 |                                                 |
| ----------------------------------------------- | ----------------------------------------------- | ----------------------------------------------- | ----------------------------------------------- | ----------------------------------------------- | ----------------------------------------------- | ----------------------------------------------- | ----------------------------------------------- | ----------------------------------------------- | ----------------------------------------------- |
| 1.                                              | Song of the Sisters                             | 16:25                                           |                                                 |                                                 |                                                 |                                                 |                                                 |                                                 |                                                 |
| 2.                                              | I See You in My Dreams                          | 18:25                                           |                                                 |                                                 |                                                 |                                                 |                                                 |                                                 |                                                 |
| 3.                                              | House Atreides                                  | 13:54                                           |                                                 |                                                 |                                                 |                                                 |                                                 |                                                 |                                                 |
| 4.                                              | The Shortening of the Way                       | 11:14                                           |                                                 |                                                 |                                                 |                                                 |                                                 |                                                 |                                                 |
| 5.                                              | Paul's Dream                                    | 7:03                                            |                                                 |                                                 |                                                 |                                                 |                                                 |                                                 |                                                 |
| 6.                                              | Moon Over Caladan                               | 8:34                                            |                                                 |                                                 |                                                 |                                                 |                                                 |                                                 |                                                 |
| 7.                                              | Shai-hulud                                      | 9:47                                            |                                                 |                                                 |                                                 |                                                 |                                                 |                                                 |                                                 |
| 8.                                              | Mind Killer                                     | 11:11                                           |                                                 |                                                 |                                                 |                                                 |                                                 |                                                 |                                                 |
| 9.                                              | Grains of Sand                                  | 5:12                                            |                                                 |                                                 |                                                 |                                                 |                                                 |                                                 |                                                 |
| 101:45                                          |                                                 |                                                 |                                                 |                                                 |                                                 |                                                 |                                                 |                                                 |                                                 |

### Dune (Original Motion Picture Soundtrack)
Dune (Original Motion Picture Soundtrack) est le deuxième album de la bande originale du film. Zimmer a été inspiré de regarder la musique du film "d'une manière différente", "pour emmener le public dans [un] voyage au-delà du film", et a estimé qu'elle "devait être disponible via une technologie immersive qui utilise l'audio spatial" afin de "mettre pleinement en valeur" les "sons uniques" de la bande-son. L'album a été le premier à "embrasser de tout cœur" la technologie d'écoute musicale Dolby Atmos. D'après le compositeur, le son "s'enroule autour de vous d'une manière que je n'ai jamais expérimentée auparavant". Le huitième titre, "Ripples in the Sand", était le deuxième des deux singles numériques - diffusés sur les plateformes de streaming le 22 juillet - qui ont précédé la sortie de l'album. ClassicFM a décrit le morceau comme ayant "un début rythmé et inquiétant" avant de réintroduire les "voix distinctes" entendues précédemment sur "Paul's Dream". La partition complète a été publiée en version numérique le 17 septembre 2021. Les voix ont été produites par Loire Cotler. La partition a également été nommée pour Best Score Soundtrack for Visual Media (meilleure bande sonore pour les médias visuels) aux Grammy Awards 2022.
Après une avant-première spéciale IMAX des dix premières minutes de Dune, Vanessa Armstrong, de Slashfilm, a écrit que la partition "faisait ressortir" l'"aliénation" d'Arrakis autant que "le paysage et les costumes". Rafael Motamayor, dans sa critique du film pour Inverse, a commenté que "Zimmer livre encore une fois une partition entraînante qui mélange des sons grandioses et opératiques avec un style rock surprenant, conférant à Dune une palette sonore unique en adéquation avec ses visuels". ClassicFM a qualifié la partition de "bande sonore d'un autre monde, saharienne, avec des voix émouvantes et des cordes électrisantes".

#### Liste des pistes
| Dune (Original Motion Picture Soundtrack) | Dune (Original Motion Picture Soundtrack) | Dune (Original Motion Picture Soundtrack) | Dune (Original Motion Picture Soundtrack) | Dune (Original Motion Picture Soundtrack) | Dune (Original Motion Picture Soundtrack) | Dune (Original Motion Picture Soundtrack) | Dune (Original Motion Picture Soundtrack) | Dune (Original Motion Picture Soundtrack) | Dune (Original Motion Picture Soundtrack) |
| No                                        | Titre                                     | Durée                                     |                                           |                                           |                                           |                                           |                                           |                                           |                                           |
| ----------------------------------------- | ----------------------------------------- | ----------------------------------------- | ----------------------------------------- | ----------------------------------------- | ----------------------------------------- | ----------------------------------------- | ----------------------------------------- | ----------------------------------------- | ----------------------------------------- |
| 1.                                        | Dream of Arrakis                          | 3:08                                      |                                           |                                           |                                           |                                           |                                           |                                           |                                           |
| 2.                                        | Herald of the Change                      | 5:01                                      |                                           |                                           |                                           |                                           |                                           |                                           |                                           |
| 3.                                        | Bene Gesserit                             | 3:54                                      |                                           |                                           |                                           |                                           |                                           |                                           |                                           |
| 4.                                        | Gom Jabbar                                | 2:00                                      |                                           |                                           |                                           |                                           |                                           |                                           |                                           |
| 5.                                        | The One                                   | 2:30                                      |                                           |                                           |                                           |                                           |                                           |                                           |                                           |
| 6.                                        | Leaving Caladan                           | 1:55                                      |                                           |                                           |                                           |                                           |                                           |                                           |                                           |
| 7.                                        | Arrakeen                                  | 2:16                                      |                                           |                                           |                                           |                                           |                                           |                                           |                                           |
| 8.                                        | Ripples in the Sand                       | 5:14                                      |                                           |                                           |                                           |                                           |                                           |                                           |                                           |
| 9.                                        | Visions of Chani                          | 4:27                                      |                                           |                                           |                                           |                                           |                                           |                                           |                                           |
| 10.                                       | Night on Arrakis                          | 5:03                                      |                                           |                                           |                                           |                                           |                                           |                                           |                                           |
| 11.                                       | Armada                                    | 5:09                                      |                                           |                                           |                                           |                                           |                                           |                                           |                                           |
| 12.                                       | Burning Palms                             | 4:04                                      |                                           |                                           |                                           |                                           |                                           |                                           |                                           |
| 13.                                       | Stranded                                  | 0:58                                      |                                           |                                           |                                           |                                           |                                           |                                           |                                           |
| 14.                                       | Blood for Blood                           | 2:29                                      |                                           |                                           |                                           |                                           |                                           |                                           |                                           |
| 15.                                       | The Fall                                  | 2:32                                      |                                           |                                           |                                           |                                           |                                           |                                           |                                           |
| 16.                                       | Holy War                                  | 4:20                                      |                                           |                                           |                                           |                                           |                                           |                                           |                                           |
| 17.                                       | Sanctuary                                 | 1:50                                      |                                           |                                           |                                           |                                           |                                           |                                           |                                           |
| 18.                                       | Premonition                               | 3:30                                      |                                           |                                           |                                           |                                           |                                           |                                           |                                           |
| 19.                                       | Ornithopter                               | 1:54                                      |                                           |                                           |                                           |                                           |                                           |                                           |                                           |
| 20.                                       | Sandstorm                                 | 2:35                                      |                                           |                                           |                                           |                                           |                                           |                                           |                                           |
| 21.                                       | Stillsuits                                | 5:31                                      |                                           |                                           |                                           |                                           |                                           |                                           |                                           |
| 22.                                       | My Road Leads into the Desert             | 3:52                                      |                                           |                                           |                                           |                                           |                                           |                                           |                                           |
| 74:12                                     |                                           |                                           |                                           |                                           |                                           |                                           |                                           |                                           |                                           |

### The Art and Soul of Dune
The Art and Soul of Dune est le troisième album de la bande originale du film. Il contient "des versions uniques des principaux thèmes du film, créées par Zimmer" pour accompagner un livre d'accompagnement sur les coulisses du tournage, écrit par la productrice exécutive Tanya Lapointe, intitulé The Art and Soul of Dune (Insight Editions). Zimmer a eu l'idée de composer une deuxième partition après avoir vu le matériel du livre - c'était la première fois qu'il écrivait une musique originale pour un livre. L'album a été mis à disposition en streaming gratuit et en téléchargement numérique le 22 octobre 2021, à l'occasion de la sortie du film en salles aux États-Unis,.

#### Liste des pistes
| The Art and Soul of Dune | The Art and Soul of Dune   | The Art and Soul of Dune | The Art and Soul of Dune | The Art and Soul of Dune | The Art and Soul of Dune | The Art and Soul of Dune | The Art and Soul of Dune | The Art and Soul of Dune | The Art and Soul of Dune |
| No                       | Titre                      | Durée                    |                          |                          |                          |                          |                          |                          |                          |
| ------------------------ | -------------------------- | ------------------------ | ------------------------ | ------------------------ | ------------------------ | ------------------------ | ------------------------ | ------------------------ | ------------------------ |
| 1.                       | Foreword                   | 4:30                     |                          |                          |                          |                          |                          |                          |                          |
| 2.                       | This Is Only the Beginning | 14:25                    |                          |                          |                          |                          |                          |                          |                          |
| 3.                       | Caladan                    | 7:20                     |                          |                          |                          |                          |                          |                          |                          |
| 4.                       | Giedi Prime                | 8:04                     |                          |                          |                          |                          |                          |                          |                          |
| 5.                       | Salusa Secundus            | 4:11                     |                          |                          |                          |                          |                          |                          |                          |
| 6.                       | Arrakis                    | 13:27                    |                          |                          |                          |                          |                          |                          |                          |
| 7.                       | The Attack                 | 9:30                     |                          |                          |                          |                          |                          |                          |                          |
| 8.                       | Deep Desert                | 15:13                    |                          |                          |                          |                          |                          |                          |                          |
| 9.                       | Fremen                     | 26:49                    |                          |                          |                          |                          |                          |                          |                          |
| 103:29                   |                            |                          |                          |                          |                          |                          |                          |                          |                          |